# Епархия Накуру
Епархия Накуру (лат. Dioecesis Nakurensis) — епархия Римско-Католической Церкви с центром в городе Накуру, Кения. Епархия Накуру входит в митрополию Найроби. Кафедральным собором епархии Накуру является церковь Христа Царя в городе Накуру.

## История
11 января 1968 года Римский папа Павел VI издал буллу Quam curam, которой учредил епархию Накуру, выделив её из епархий Элдорента, Кисуму и архиепархии Найроби.
16 декабря 1995 года епархия Накуру передала часть своей территории для возведения новой епархии Керичо.

## Ординарии епархии
- - священник Denis Newman SPS [1] (1968 — 30.08.1971) — апостольский администратор;
- епископ Рафаэль Ндинги Мвана-а Ндзеки (30.08.1971 — 14.06.1996) — назначен вспомогательным епископом архиепархии Найроби;
- епископ Peter J. Kairo (21.04.1997 — 19.04.2008) — назначен архиепископом Ньери;
- епископ Maurice Muhatia Makumba (19.12.2009 — по настоящее время).

## Источник
- Annuario Pontificio, Libreria Editrice Vaticana, Città del Vaticano, 2003, ISBN 88-209-7422-3
- Булла Quam curam  (лат.)